# Jarl Kulle
Jarl Lage Kulle, född 28 februari 1927 i Ekeby församling, Malmöhus län, död 3 oktober 1997 i Roslags-Kulla församling, Österåkers kommun, Stockholms län, var en svensk skådespelare.

## Biografi
Jarl Kulle var son till slaktaren, senare charkuteristen Nils Kulle och dennes hustru Mia. Kulle flyttade som ung med familjen till Rebbelberga i nuvarande Ängelholms kommun där han växte upp. Han var gift 1960–1968 med friherrinnan Anna Marie Louise Hermelin (1939–2010), med vilken han fick barnen Maria Kulle, skådespelare (född 1960), och Anna Kulle (1963–79). Därefter fick han dottern Mia Kulle Rydsjö (född 1970). Andra gången gifte han sig 1976 med skådespelaren Anne Nord. I detta äktenskap, som varade fram till hans död, fick han två barn: skådespelarna Hanna Kulle (född 1978) och Linda Kulle (född 1983).
Kulle genomgick Dramatens elevskola 1946–1949 och blev därefter engagerad vid Dramaten. Kulle anses som en av de främsta skådespelarna i sin generation. Han var under större delen av sin karriär knuten till Dramaten, där han spelat de flesta av den klassiska dramatikens huvudroller, i exempelvis Eugene O'Neills Lång dags färd mot natt, Strindbergs Gustav III och Shakespeares Kung Lear.
Han var även aktiv inom Sällskapet Stallbröderna.
Ett avgörande karriärsteg togs 1959 när han spelade Higgins i musikalen My Fair Lady på Oscarsteatern och fick lov att både sjunga, spela och, som han uttryckte det, ”skutta”. Detta ledde till ökad popularitet och en breddad repertoar. Denna gav honom romantiska filmroller (till exempel Änglar, finns dom?) och stora roller i musikaler och komedier på Stockholms privatteatrar. Han samarbetade med Ingmar Bergman både på scenen och på film, bland annat i Sommarnattens leende och i Fanny och Alexander.
Hans något deklamatoriska spelstil gav full utdelning när han 1983 övertog Georg Rydebergs uppgift att läsa Nyårsklockan på Skansen. Kulle utförde detta uppdrag mellan 1983 och 1996, längst tid av alla. 
Han avled 1997 i skelettcancer och är begravd på Roslags-Kulla kyrkogård söder om Norrtälje.

## Priser och utmärkelser
- Svenska Dagbladets Thaliapris,  1952[11]
- Gösta Ekman-stipendiet,  1954[11]
- Guldbaggen för bästa manliga huvudroll, för Bröllopsbesvär,  1965[11]
- Karl Gerhards hederspris,  1980[12]
- O'Neill-stipendiet,  1982[13]
- Litteris et Artibus,  1982[14]
- Guldbaggen för bästa manliga huvudroll, för Fanny och Alexander,  1983[11]
- Sydsvenska Dagbladets kulturpris,  1984[11]
- Svenska Akademiens teaterpris,  1994[15]
- Holbergmedaljen,  1997[16]

[Redigera Wikidata]

## Självbiografi
- Kulle, Jarl; Wennerholm Eric (1997). Jag Kulle ([Ny, utök. uppl.] /förord 1997 av Lars Löfgren). Stockholm: Bonnier. Libris 7149923. ISBN 91-0-056733-7

## Filmografi (urval)
- 1950 – Kvartetten som sprängdes
- 1951 – Leva på "Hoppet"
- 1952 – Trots
- 1952 – Kvinnors väntan
- 1952 – Kärlek
- 1954 – Karin Månsdotter
- 1955 – Sommarnattens leende
- 1956 – Sista paret ut
- 1956 – Sången om den eldröda blomman
- 1957 – En drömmares vandring (som diktaren Dan Andersson)
- 1957 – Ingen morgondag[19]
- 1958 – Fröken April
- 1959 – Sängkammartjuven
- 1960 – Av hjärtans lust
- 1960 – Djävulens öga
- 1961 – Änglar, finns dom?
- 1961 – Lita på mej, älskling!
- 1962 – Nils Holgerssons underbara resa (Mårten Gåskarl, röst)
- 1962 – Den kära familjen  (som svenska svärsonen, friherre Claes)
- 1964 – För att inte tala om alla dessa kvinnor
- 1964 – Käre John
- 1964 – Bröllopsbesvär
- 1964 – Är du inte riktigt klok?
- 1966 – Syskonbädd 1782
- 1969 – Miss and Mrs. Sweden
- 1969 – Bokhandlaren som slutade bada
- 1970 – Ministern
- 1972 – Ture Sventon, privatdetektiv
- 1974 – Karl XII (TV-film)
- 1974 – Vita nejlikan eller Den barmhärtige sybariten
- 1975 – Jorden runt på 80 dagar (TV-serie) (som Phileas Fogg)
- 1980 – Swedenhielms (TV-serie) (TV-pjäs)
- 1981 – Rasmus på luffen
- 1982 – Fanny och Alexander
- 1987 – Babettes gästabud
- 1993 – Hemresa
- 1993 – Telegrafisten
- 1994 – Zorn
- 1995 – Alfred

### Regi och filmmanus
- 1969 – Bokhandlaren som slutade bada
- 1970 – Ministern
- 1974 – Vita nejlikan eller Den barmhärtige sybariten

## Teater

### Roller (ej komplett)
| År   | Roll                                          | Produktion | Regi                       | Teater                 |
| ---- | --------------------------------------------- | --- | -------------------------- | ---------------------- |
| 1946 | Betjänten Gäst på "Gula Papegojan"            | Robinson och Kungen Friedrich Forster                                                                                    | Rudolf Wendbladh           | Dramaten               |
| 1946 | Lejonet                                       | Noaks ark Sten Sternberg                                                                                                 | Ulf Palme                  | Dramaten               |
| 1946 | Abiturient                                    | Markurells i Wadköping Hjalmar Bergman                                                                                   | Rudolf Wendbladh           | Dramaten               |
| 1947 | Borgare III                                   | Richard III William Shakespeare                                                                                          | Alf Sjöberg                | Dramaten               |
| 1947 | Stunt för Olof Widgren                        | Den dödsdömde Stig Dagerman                                                                                              | Alf Sjöberg                | Dramaten               |
| 1947 | Johansson, poliskonstapel Kamrern i banken    | Emil och detektiverna Erich Kästner                                                                                      | Sven-Eric Carlson          | Dramaten               |
| 1947 | Hector Malone d y                             | Mannen och hans överman George Bernard Shaw                                                                              | Göran Gentele              | Dramaten               |
| 1947 | Joe Harper                                    | Tom Sawyer Mark Twain | Olle Hilding               | Dramaten               |
| 1948 | Härold II Dirigenten                          | Pecks äventyr Kaja Widegren                                                                                              | Arne Ragneborn             | Dramaten               |
| 1948 | Kyparen                                       | En vildfågel Jean Anouilh                                                                                                | Rune Carlsten              | Dramaten               |
| 1948 | Victor                                        | Ungdom i fjällen Julien Luchaire                                                                                         | Arne Ragneborn             | Dramaten               |
| 1949 | Vagnmakaren Döden En röst                     | Lycko-Pers resa August Strindberg                                                                                        | Göran Gentele              | Dramaten               |
| 1949 | Herr Schultze                                 | Apollo från Bellac Jean Giraudoux                                                                                        | Alf Sjöberg                | Dramaten               |
| 1949 | En officer                                    | Tartuffe Molière | Alf Sjöberg                | Dramaten               |
| 1949 | Joe                                           | Låt människan leva Pär Lagerkvist                                                                                        | Olof Widgren               | Dramaten               |
| 1949 | Pablo Gonzales                                | Linje Lusta Tennessee Williams                                                                                           | Olof Molander              | Dramaten               |
| 1949 | Silva, i hertigen av Albas tjänst             | Egmont Johann Wolfgang von Goethe                                                                                        | Göran Gentele              | Dramaten               |
| 1949 | Funtus i Furusund                             | Sanningens pärla Zacharias Topelius                                                                                      | Keve Hjelm                 | Dramaten               |
| 1949 | Åke Lundgren                                  | Streber Stig Dagerman | Göran Gentele              | Dramaten               |
| 1950 | Skolläraren                                   | Brand Henrik Ibsen | Alf Sjöberg                | Dramaten               |
| 1950 | Lisardo, Don Felix' vän, Marcelas tillbedjare | Hus med dubbel ingång Pedro Calderón de la Barca                                                                         | Göran Gentele              | Dramaten               |
| 1950 | Jonglören                                     | Tokiga grevinnan Jean Giraudoux                                                                                          | Olof Molander              | Dramaten               |
| 1951 | Kunglig sekter Kolmodin                       | Dags att leva Nils Kjellström                                                                                            | Mimi Pollak                | Dramaten               |
| 1951 | Jan, en fånge som rymt                        | Dunungen Selma Lagerlöf                                                                                                  | Rudolf Wendbladh           | Dramaten               |
| 1951 | Humphrey Devize, Nicholas bror                | Kvinnan bör inte brännas Christopher Fry                                                                                 | Alf Sjöberg                | Dramaten               |
| 1951 | Greve Rudman, Wilhelms tvillingbroder         | Amorina Carl Jonas Love Almqvist                                                                                         | Alf Sjöberg                | Dramaten               |
| 1951 | William Banbury                               | Fallna änglar Noël Coward                                                                                                | Mimi Pollak                | Dramaten               |
| 1951 | Gustav Eriksson Vasa                          | Mäster Olof August Strindberg                                                                                            | Alf Sjöberg                | Dramaten               |
| 1951 | Mikael                                        | Kalla mig Ismael Per-Erik Rundquist                                                                                      | Mimi Pollak                | Dramaten               |
| 1952 | Sextus Pompeius                               | Antonius och Cleopatra William Shakespeare                                                                               | Olof Molander              | Dramaten               |
| 1952 | Julien, Alexandras son                        | Colombe Jean Anouilh | Mimi Pollak                | Dramaten               |
| 1952 | Valorin                                       | Din nästas huvud Marcel Aymé                                                                                             | Mimi Pollak                | Dramaten               |
| 1953 | Upplysningsmannen                             | Barabbas Pär Lagerkvist                                                                                                  | Olof Molander              | Dramaten               |
| 1953 | Romeo                                         | Romeo och Julia William Shakespeare                                                                                      | Alf Sjöberg                | Dramaten               |
| 1953 | Nico Schillaci, kallad Liolá                  | Liolà Luigi Pirandello                                                                                                   | Mimi Pollak                | Dramaten               |
| 1954 | Mikael Vasiljevitj Platonov, bylärare         | Stackars Don Juan Anton Tjechov                                                                                          | Alf Sjöberg                | Dramaten               |
| 1954 | Orestes, konungaparets son                    | Orestien Aischylos | Olof Molander              | Dramaten               |
| 1954 | Greve André de Juvigny                        | Förälskad i kärleken Gaston Arman de Caillavet och Robert de Flers                                                       | Mimi Pollak                | Dramaten               |
| 1954 | Fernando                                      | Mariana Pineda Federico García Lorca                                                                                     | Mimi Pollak                | Dramaten               |
| 1954 | Erik Some                                     | Nationalmonumentet Tor Hedberg                                                                                           | Per-Axel Branner           | Dramaten               |
| 1955 | Officeren                                     | Ett drömspel August Strindberg                                                                                           | Olof Molander              | Dramaten               |
| 1955 | Lennox                                        | Macbeth William Shakespeare                                                                                              | Bengt Ekerot               | Dramaten               |
| 1955 | Armand Duval                                  | Kameliadamen Alexandre Dumas d. y.                                                                                       | Stig Torsslow              | Dramaten               |
| 1955 | Jason                                         | Flykten till Medea Bertil Peterson                                                                                       | Mimi Pollak                | Dramaten               |
| 1955 | Astrov, Michail Lvovitj                       | Onkel Vanja Anton Tjechov                                                                                                | Per-Axel Branner           | Dramaten               |
| 1956 | Edmund Tyrone, Tyrones yngre son              | Lång dags färd mot natt Eugene O'Neill                                                                                   | Bengt Ekerot               | Dramaten               |
| 1956 | Valentin, Van Bucks nevö                      | Osvuret är bäst Alfred de Musset                                                                                         | Olof Molander              | Dramaten               |
| 1957 | Rutger von Degerfelt                          | Ett brott Sigfrid Siwertz                                                                                                | Per-Axel Branner           | Dramaten               |
| 1957 | Vännen                                        | Leka med elden August Strindberg                                                                                         | Stig Torsslow              | Dramaten               |
| 1958 | Don Juan                                      | Don Juan eller Stengästen Molière                                                                                        | Alf Sjöberg                | Dramaten               |
| 1958 | Algernon Moncrieff                            | Mister Ernest Oscar Wilde                                                                                                | Mimi Pollak                | Dramaten               |
| 1958 | Jerry Ryan                                    | Två på gungbrädet William Gibson                                                                                         | Mimi Pollak                | Dramaten               |
| 1959 | Henry Higgins                                 | My Fair Lady Frederick Loewe och Alan Jay Lerner                                                                         | Sven Aage Larsen           | Oscarsteatern          |
| 1961 | Fagin                                         | Oliver! Lionel Bart | Sven Aage Larsen           | Oscarsteatern          |
| 1962 | Simon, Deborahs son                           | Bygg dig allt högre boningar Eugene O'Neill                                                                              | Stig Torsslow              | Dramaten               |
| 1963 | Gustav III                                    | Gustav III August Strindberg                                                                                             | Bengt Ekerot               | Dramaten               |
| 1963 | Billy Jack                                    | Teenagerlove Ernst Bruun Olsen och Finn Savery                                                                           | Ernst Bruun Olsen          | Oscarsteatern          |
| 1964 | J. Pierrepont Finch                           | Hur man lyckas i affärer utan att egentligen anstränga sig Frank Loesser, Abe Burrows, Jack Weinstock och Willie Gilbert | Folke Abenius              | Oscarsteatern          |
| 1966 | Gustav III                                    | Gustav III August Strindberg                                                                                             | Gösta Folke                | Malmö Stadsteater      |
| 1967 | Hamlet                                        | Hamlet William Shakespeare                                                                                               | Frank Sundström            | Stockholms stadsteater |
| 1967 | Greve Danilo                                  | Glada änkan Franz Lehár, Victor Léon och Leo Stein                                                                       | Mimi Pollak                | Oscarsteatern          |
| 1969 | Chuck Baxter                                  | Ungkarlslyan Burt Bacharach, Hal David och Neil Simon                                                                    | Ivo Cramér                 | Oscarsteatern          |
| 1970 | George Verner Conklin                         | Vi är alla lika Noël Coward                                                                                              | Per-Axel Branner           | Maximteatern           |
| 1971 | François Pignon                               | Krångel Francis Veber | Jarl Kulle                 | Maximteatern           |
| 1972 |                                               | Karl XII August Strindberg                                                                                               | Gösta Folke                | Malmö Stadsteater      |
| 1973 | Elyot Chase                                   | Jag älskar dig markatta Noël Coward                                                                                      | Per Gerhard                | Vasateatern            |
| 1974 | Greve Danilo                                  | Glada änkan Franz Lehár, Victor Léon och Leo Stein                                                                       | Isa Quensel                | Oscarsteatern          |
| 1976 | George                                        | Samma tid nästa år Bernard Slade                                                                                         | Per Gerhard                | Vasateatern            |
| 1976 | Norman                                        | Familjens Don Juan Alan Ayckbourn                                                                                        | Per Gerhard                | Vasateatern            |
| 1977 | Norman                                        | Familjens Don Juan II - Kärlekssemestern Alan Ayckbourn                                                                  | Per Gerhard                | Vasateatern            |
| 1977 | Norman                                        | Familjens Don Juan III - Förförelsen Alan Ayckbourn                                                                      | Per Gerhard                | Vasateatern            |
| 1977 | Henry Higgins                                 | My Fair Lady Frederick Loewe och Alan Jay Lerner                                                                         | Henny Mürer                | Oscarsteatern          |
| 1980 | Claude Masure                                 | Bäddat för tre (Monsieur Masure) Claude Magnier                                                                          | Stig Olin                  | Folkan                 |
| 1982 | Ambassadören                                  | Ambassadören Sławomir Mrożek                                                                                             | Lars Göran Carlson         | Dramaten               |
| 1984 | Lear                                          | Kung Lear William Shakespeare                                                                                            | Ingmar Bergman             | Dramaten               |
| 1986 | Miguel Cervantes Don Quijote                  | Mannen från La Mancha Mitch Leigh, Dale Wasserman och Joe Darion                                                         | Folke Abenius Mary Bettini | Oscarsteatern          |
| 1986 | Markurell                                     | Markurells i Wadköping Hjalmar Bergman                                                                                   | Bernt Callenbo             | Dramaten               |
| 1988 | James Tyrone                                  | Lång dags färd mot natt Eugene O'Neill                                                                                   | Ingmar Bergman             | Dramaten               |
| 1990 | Vojnitskij, Ivan Petrevitj, Vanja             | Onkel Vanja Anton Tjechov                                                                                                | Christian Tomner           | Dramaten               |
| 1991 | Tartuffe                                      | Tartuffe Molière | Lars Amble                 | Dramaten               |
| 1992 | Willy Loman                                   | En handelsresandes död Arthur Miller                                                                                     | Lars Amble                 | Dramaten               |
| 1994 | Aktör                                         | Reskamrater Flera författare                                                                                             | Agneta Pauli               | Dramaten               |
| 1994 | John Gabriel Borkman                          | John Gabriel Borkman Henrik Ibsen                                                                                        | Terje Mærli                | Dramaten               |
| 1995 | Oronte                                        | Misantropen Molière | Ingmar Bergman             | Dramaten               |

### Regi
| År   | Produktion       | Upphovsmän    | Teater       |
| ---- | ---------------- | ------------- | ------------ |
| 1971 | Krångel          | Francis Veber | Maximteatern |
| 1993 | Mig känner ingen |               | Dramaten     |

## Radioteater

### Roller
| År   | Roll                       | Produktion                                 | Regi        |
| ---- | -------------------------- | ------------------------------------------ | ----------- |
| 1948 | Thyreus, Caesars anhängare | Antonius och Kleopatra William Shakespeare | Alf Sjöberg |